# قطعنامه ۱۷۲۷ شورای امنیت
قطعنامه  ۱۷۲۷ شورای امنیت سازمان ملل متحد که در تاریخ ۱۵ دسامبر ۲۰۰۶ تصویب شد، سندی بین‌المللی دربارهٔ بررسی وضعیت در ساحل عاج است. این قطعنامه طی نشست ۵۵۹۲ام با ۱۵ رای موافق، ۰ مخالف و ۰ ممتنع تصویب شد.